# Toshiya Ueda
Toshiya Ueda (jap. 上田 敏也 Ueda Toshiya; ur. 24 lutego 1933, zm. 8 lutego 2022) – japoński seiyū i aktor dubbingowy, związany z agencją 81 Produce.
Toshiya Ueda był znany z podkładania głosu pana Sowy w japońskich wersjach językowych filmów o Kubusiu Puchatku.

## Wybrana filmografia

### Seriale anime
- 1965: Kimba, biały lew – Lew A
- 1968: Sabu to Ichi Torimono Hikae – Rihei
- 1972: Wojna planet – starzec
- 1975: The Adventures of Pepero – Titicaca
- 1976: 3000 Leagues in Search of Mother – Lombardini
- 1977: Rascal The Raccoon – Futon
- 1978: The Story of Perrine – Onu
- 1985:
  - Kidō Senshi Zeta Gundam – Melanie Hue Carbine
  - Mała Księżniczka – Monsieur Dufarge
- 1989: Parasol Henbē – dyrektor
- 1992: Czarodziejka z Księżyca – Kunitachi
- 1995: Bonobono:
  - Ōsanshōuo-san
  - Kaeru-kun
- 1998: Pokémon – Katsura
- 1998: Ojarumaru – Tomio Tamura
- 2003: Mirmo! – Enma-sensei
- 2011: One Piece – Nefertari Cobra

### OVA
- 1994: Legend of the Galactic Heroes – Otto Wehler
- 1995: The Silent Service – Nicholas J. Bennett
- 1996: Burn-Up W – Profesor M